# Compañía de Cazadores de Montaña 5
La Compañía de Cazadores de Montaña 5 (Ca Caz M 5) es una subunidad independiente de tropas de operaciones especiales del Ejército Argentino con asiento de paz en Jujuy y con dependencia orgánica de la V Brigada de Montaña.

## Reseña
La subunidad independiente realiza habitualmente actividades operacionales en el ambiente geográfico particular de montaña junto a los elementos de la V Brigada de Montaña, conduciendo la formación de cazadores de montaña.
En 2020 la subunidad independiente brindó apoyo a la comunidad junto a la gran unidad de combate participando del esfuerzo de ayuda humanitaria de las Fuerzas Armadas de la Nación desplegado durante la pandemia de COVID-19 en la Argentina.